# 浔州府
浔州府，中国明朝时设置的府。

浔州府在广西省的位置（1820年）

洪武元年（1368年）改浔州路置，治所在桂平县（今广西壮族自治区桂平市）。辖境相当今广西壮族自治区桂平、贵港、平南等市县地。清朝雍正年间，又划入今武宣县地。属广西省。1913年废。

## 延伸阅读
[在维基数据编辑]
 《欽定古今圖書集成·方輿彙編·職方典·潯州府部》，出自陈梦雷《古今圖書集成》